# Alexis Bischof
Alexis Bischof (* 19. Januar 1857 in Mägdesprung in Anhalt; † 28. November 1922 in Dessau) war ein anhaltischer Industrieller.

## Leben
Alexis Bischof entstammte einer alten Industriellenfamilie. Sein Großvater war der Salinendirektor Johann Andreas Bischof (1765–1832), sein Vater der Bergrat und Hüttendirektor Carl Andreas Bischof (1812–1884). Zum ingenieurwissenschaftlichen Studium ging er an die Gewerbeakademie Charlottenburg und schloss sich im Sommersemester 1875 dem Verein der Sachsen, dem späteren Corps Saxonia-Berlin, an.
Nach dem Studium gehörte er zu den Pionieren der chemischen Industrie in Anhalt. Er gründete die A. Bischof AG, Coswig und 1890 die Anhaltische Zündwarenfabrik Heintz & Bischof, Coswig, die 1921 durch Verkauf in der Fa. Stahl & Nölke AG in Kassel aufging. Gleichzeitig mit dem Verkauf trat sein Sohn Friedrich Bischof, der inzwischen Teilhaber geworden war, in die Vorstände der Stahl & Nölke AG und der Deutsche Zündholzfabriken AG, Berlin, ein.
1891 erhielt er eine Konzession zur Errichtung einer Sprengstofffabrik in Coswig, die er noch im gleichen Jahr auf die in Düsseldorf neu gegründete WASAG übertragen ließ.

## Ehrenämter
1898 gehörte Bischof zu den Initiatoren des Bismarckturms auf dem Hubertusberg bei Coswig Über viele Jahre war er der Vorsitzende des Bismarck-Vereins, der 1903 zur Pflege des Turms und der Anlagen gegründet worden war.